# Wahlkreis Annaberg I
Der Wahlkreis Annaberg I war ein Landtagswahlkreis zur Landtagswahl in Sachsen 1990, der ersten Landtagswahl nach der Wiedergründung des Landes Sachsen. Er hatte die Wahlkreisnummer 68.
Der Wahlkreis umfasste große Teile des Landkreises Annaberg: Annaberg-Buchholz, Arnsfeld, Bärenstein, Cranzahl, Crottendorf, Cunersdorf, Dörfel, Elterlein, Frohnau, Geyersdorf, Grumbach, Hammerunterwiesenthal, Hermannsdorf, Jöhstadt, Königswalde, Mildenau, Neudorf, Oberscheibe, Oberwiesenthal, Scheibenberg, Schlettau, Schmalzgrube, Schwarzbach, Sehma, Steinbach und Walthersdorf.
Für die Landtagswahlen 1994 wurde auch infolge der Kreisreform die Wahlkreisstruktur verändert, zudem wurde die Zahl der Wahlkreise von 80 auf 60 verringert. Das Gebiet des Wahlkreises Annaberg I wurde Teil des Wahlkreises Annaberg.

## Ergebnisse
Die Landtagswahl 1990 fand am 14. Oktober 1990 statt und hatte folgendes Ergebnis für den Wahlkreis Annaberg I:
| Direktkandidat   | Partei (Kürzel) | Erststimmen (%) | Zweitstimmen (%) |
| ---------------- | --------------- | --------------- | ---------------- |
|                  | DA              | -               | 00,4             |
| Günther Brückner | CDU             | 58,2            | 60,6             |
|                  | Chr. L          | -               | 01,0             |
|                  | DBU             | -               | 00,3             |
|                  | DSU             | 7,0             | 04,2             |
|                  | F.D.P.          | 06,4            | 04,9             |
|                  | LL-PDS          | 07,0            | 06,8             |
|                  | NPD             | -               | 00,7             |
|                  | FORUM           | 09,1            | 05,4             |
|                  | RAP             | -               | 00,1             |
|                  | SHB             | -               | 00,1             |
|                  | SPD             | 12,3            | 15,5             |

Es waren 53.264 Personen wahlberechtigt. Die Wahlbeteiligung lag bei 77,5 %. Von den abgegebenen Stimmen waren 2,6 % ungültig. Als Direktkandidat wurde Günther Brückner (CDU) gewählt. Er erreichte 58,2 % aller gültigen Stimmen.